# Święty Augustyn (miniserial)
Święty Augustyn (wł. Sant’Agostino) – historyczno-biograficzny miniserial o św. Augustynie z Hippony będący koprodukcją włosko-polsko-niemiecką. Film we Włoszech emitowany był jako jeden 200-minutowy film (albo 2x100 min), zaś w Polsce jako miniserial.

## Lista odcinków
1. Adwokat diabła
2. Khalida
3. Usta Cezara
4. Werdykt Ilariusza
5. Państwo Boże

## Obsada
- Alessandro Preziosi jako Augustyn
- Monica Guerritore jako Monika
- Franco Nero jako Augustyn (w starszym wieku)
- Katy Louise Saunders jako Lucilla
- Sebastian Strobel jako Fabio
- Serena Rossi jako Khalidà
- Johannes Brandrup jako Waleriusz
- Alexander Held jako Waleriusz (w starszym wieku)
- Vincent Riotta jako Makrobiusz
- Andrea Giordana jako Ambroży
- Cesare Bocci jako Romaniano
- Francesca Cavallin jako Giustina
- Wenanty Nosul jako Possidio
- Larissa Volpentesta jako Blesilla
- Cosimo Fusco jako Patrycjusz
- Krzysztof Pieczyński jako Ilarius Domicius

## Opis fabuły
W mieście leżącym w północnej Afryce Tagaście przychodzi na świat Augustyn (Alessandro Preziosi). Jego matka Monika (Monica Guerritore) jest chrześcijanką a ojciec Patrycjusz (Cosimo Fusco) poganinem, który chętnie zagląda do kieliszka, mający pozamałżeńskie bliskie znajomości z innymi kobietami. Mimo kłopotów finansowych udaje się wysłać syna na studia prawnicze do Kartaginy. Tu zamieszkuje u bogatego znajomego Waleriusza (Johannes Brandrup). Otrzymuje od niego piękną służącą Khalidę (Serena Rossi), która niebawem zostaje jego kochanką. Staje się dobrym prawnikiem, który potrafi wybronić przed sądem ewidentnego przestępcę. Sukcesy Augustyna przerywa wiadomość o ciężkiej chorobie ojca. Wspólnie z Khalidą powraca do rodzinnego miasta.